# Frančiška Stanislava Voh
Frančiška Voh, sestra Marija Stanislava, šolska upraviteljica in redovnica. * 3. oktober 1859, Šentilj, † 30. september 1928, Maribor.
Leta 1874 je začela obiskovati učiteljišče na Dunaju, kasneje je opravila izpit za nemški in slovenski jezik v Ljubljani. Od leta 1878 do 1883 je učila v eni od mariborskih osnovnih šol, eno leto v Repnjah in nato spet v Mariboru na učiteljišču, ki so ga zgradili na njeno podbudo (1908). Tam je poučevala do leta 1924. Med leti 1896 in 1914  je bila vrhovna predstojnica šolskih sester. Od 1898 je odprla 15 redovnih hiš s šolsko in vzgojno dejavnostjo v Bosni, Egiptu, ZDA in na Hrvaškem.